# M3U
M3U는 멀티미디어 재생목록의 파일 포맷이다. 윈도우 미디어 플레이어, 아이튠즈, 윈앰프, 알송 등 대부분의 프로그램이 지원하고 있지만, 정식 사양은 존재하지 않고 대응 상황은 각각 다르다.

## 포맷
M3U 파일은, 하나, 또는 여러 개의 미디어 파일의 패스를 플레인 텍스트(텍스트 파일)로 기재한 것이다. 이 파일을. ".m3u" 또는 ".m3u8"의 확장자로 저장한다.
M3U 파일의 인코딩은 Windows-1252의 경우가 많으나, CP932에 대응하고 있는 것도 존재한다. 인코딩을 UTF-8로 명시하였을 때, 확장자 M3U8를 사용한다.
각각의 엔트리는 아래와 같다.
- 절대 경로(예시: C:\My Music\Heavysets.mp3)
- 상대 경로 (예시: Heavysets.mp3)
- URL

M3U 파일에는 코멘트를 포함할 수가 있으며, # 이후가 코멘트가 된다.
M3U 포맷의 일반적인 사용방법으로 단일의 엔트리에 URL을 기재할 필요가 있다. 이 파일 덕분에, 스트리밍 액세스, 웹사이트에서의 다운로드, 인터넷 라디오의 청취가 용이해진다.
iOS의 HTTP 라이브 스트리밍 포맷은 "M3U" and "M3U8" 파일을 기초로 하고 있다.

## Extended M3U
Extended M3U는 EXTM3U、확장M3U으로 불리는 것도 있다.

### 명령
Extended M3U(EXTM3U)로는 #는 확장 명령에도 사용된다.
- #EXTM3U - 머릿말. 파일의 선두에서만 기재한다.
- #EXTINF - 확장정보. 곡의 길이(초 단위), 타이틀 순으로 기재한다. 관례로 음악가명과 곡 제목은 -로 구분한다.

## 예시
예시1
아래에 윈도우에서의 확장 M3U 파일의 예를 나타낸다. Sample.mp3와 Example.ogg는 이번에 사용할 미디어 파일이다. 123 및 321이라는 것은 길이를 초로 지정하고 있다. 지정할 미디어 파일이 스트리밍 파일인 경우, -1을 지정하는 것이 있다. 이것은 실제 길이를 알 수 없기에, 미리 정의하는 것이다. 길이 뒤의 값은 표시될 제목으로, 일반적으로 2번째 행에 적히는 파일의 경우와 비슷하다.
OS X나 리눅스로 사용할 경우는 유닉스 패스를 사용한다.
```
#EXTM3U
```

```
#EXTINF:123, Sample artist - Sample title
C:\Documents and Settings\I\My Music\Sample.mp3
```

```
#EXTINF:321,Example Artist - Example title
```

```
C:\Documents and Settings\I\My Music\Greatest Hits\Example.ogg
```

예시2
이 예시에서는 특정 디렉터리(예를 들면, USB 플래시 드라이브나 CD-ROM 등)에 링크하는 M3U 파일의 작성방법을 나타낸다. M3U 파일로는 디렉터리의 경로 하나만 포함되지는 않는다. 개시후, 미디어 플레이어는 지정한 폴더에 있는 미디어 파일을 모두 재생한다.
```
D:\Music
```

예시3
상대 경로를 사용한 예시도 나타낸다. M3U 파일은 음악 파일과 같은 디렉터리에 저장시킨다. 또, 하위 디렉터리가 사용되어 있을 경우, 재생 목록을 다른 디바이스에 이동시킨 후 그 디렉터리와 음악 파일도 마찬가지로 이동할 필요가 있다. 이 방법은 지정한 파일의 경로가 같게 할 필요가 없기 때문에 보다 유연하게 다룰 수 있다.
외와 같은 파일명sample.m3u으로 C:\Documents and Settings\I\My Music\에 저장한 경우를 예시로 나타낸다.
```
#EXTM3U
```

```
#EXTINF:123, Sample artist - Sample title
Sample.mp3
```

```
#EXTINF:321,Example Artist - Example title
Greatest Hits\Example.ogg
```

이 상대 경로로 기재하면 모든 파일을 디렉터리 구조를 유지한 채로 복사하면 다른 디바이스에서 그대로 사용할 수 있다.
예시4
다음으로 상대 경로와 절대 경로 표기를 혼합한 예시를 나타낸다.
```
Alternative\Band - Song.mp3
Classical\Other Band - New Song.mp3
Stuff.mp3
D:\More Music\Foo.mp3
..\Other Music\Bar.mp3

http://emp.cx:8000/Listen.pls

http://www.example.com/~user/Mine.mp3
```

주의
- Alternative와 Classical는 재생목록을 저장한 디렉터리의 하위 디렉터리.
- "Song", "New Song"는 재생목록을 저장한 디렉터리의 하위 디렉터리에 저장되어있다.
- "Stuff"는 재새목록을 저장한 디렉터리에 저장되어있다.
- "Foo"는 윈도우의 특정 볼륨의 디렉터리에 있다. 어쩌면 재생목록이 저장되어 있는 디렉터리와 같을 지도 모른다.
- "Bar"는 재생목록이 저장되어 있는 계층과 다른 디렉터리이다. ..\는 하나 위의 디렉터리를 나타낸 것이기에, 이 하위 디렉터리인 Bar라는 디렉터리를 가리키고 있다.
- "Listen"은 샤우트캐스트의 URL.
- "Mine"는 웹 서버에 저장된 MP3 파일.

그 외의 M3U 파일로의 참조는 그다지 좋게 대응할 수 없다.
```
AnotherPlayList.M3U
```

아래의 예시는 Mp3tag로 작성한 앨리스 인 체인스의 EP반 Jar of Flies의 M3U 파일이다.
```
#EXTM3U
#EXTINF:419,Alice In Chains - Rotten Apple
Alice In Chains_Jar Of Flies_01_Rotten Apple.mp3
#EXTINF:260,Alice In Chains - Nutshell
Alice In Chains_Jar Of Flies_02_Nutshell.mp3
#EXTINF:255,Alice In Chains - I Stay Away
Alice In Chains_Jar Of Flies_03_I Stay Away.mp3
#EXTINF:256,Alice In Chains - No Excuses
Alice In Chains_Jar Of Flies_04_No Excuses.mp3
#EXTINF:157,Alice In Chains - Whale And Wasp
Alice In Chains_Jar Of Flies_05_Whale And Wasp.mp3
#EXTINF:263,Alice In Chains - Don't Follow
Alice In Chains_Jar Of Flies_06_Don't Follow.mp3
#EXTINF:245,Alice In Chains - Swing On This
Alice In Chains_Jar Of Flies_07_Swing On This.mp3
```

## 같이 보기
- mp3tag(M3U, EXTM3U)
- Advanced Stream Redirector (ASX)
- PLS
- XSPF
- B4S - 윈앰프3 XML based playlist format
- 윈도우 미디어 재생목록(WPL)